# 浅利遼太
浅利 遼太（あさり りょうた、1985年6月4日 - ）は、日本の男性声優。賢プロダクション所属。大阪府出身。

## 略歴
声優を目指そうと思ったきっかけは「必殺技が言いたかったから」という。ゲームが好きで、あるゲームで必殺技を叫び、「かっこいいな。やりたいな。よし、なろう！」のような感じだったという。
当時は『スーパーロボット大戦F』をプレイしており、「このキャラクターカッコイイな〜」と思った。その時に調べてたところ、子供の頃から観ていたアニメのキャラクターもしており衝撃を受けた。ここから職業としての声優を意識し出して「やってみたい」と思ったという。
演技など全く分かっていなかったことから、習い始めていた時に何がダメなのかなどが分からず、毎回レッスン後に泣きながらのような状況だったという。
スクールデュオ第8期卒業生。

## 人物
声優としては、アニメ・映画の吹き替えをしている。
趣味はゲーム、カラオケ。特技は水泳、口笛、関西弁。寝る前のスクワットが日課。
好きな言葉は「一期一会」。
衝撃を受けた声優に津嘉山正種を挙げており、『闘牌伝説アカギ 〜闇に舞い降りた天才〜』の鷲巣巌役を演じていた津嘉山のあまりの気迫にテレビから目が離せなかったという。

## 出演
太字はメインキャラクター。

### テレビアニメ
2007年
- しゅごキャラ!（2007年 - 2008年、不良少年、キーパー・原、男子生徒、ライブスタッフ、スタッフ 他） - 2シリーズ

2008年
- まかでみ・WAっしょい!（敏明）

2009年
- よくわかる現代魔法

2010年
- オオカミさんと七人の仲間たち（男A）
- 迷い猫オーバーラン!（芸人B）
- STAR DRIVER 輝きのタクト（2010年 - 2011年、マツヤマ・ヒロシ）

2011年
- 銀魂'（○×リ）
- ジュエルペット サンシャイン（2011年 - 2012年、黒田真砂、ワニ山ガクト、カツオ、タコボーズ、客A、サーカス男）
- そふてにっ（白玉男子B）
- TIGER & BUNNY（男子生徒、市民）
- まじっく快斗（男子）
- よんでますよ、アザゼルさん。（トッキー）

2012年
- アクエリオンEVOL（オペレーター男子、男子）
- Another（辻井雪人）
- 頭文字D Fifth Stage（ギャラリー）
- エリアの騎士（選手B、男子C、琢磨淳、幸村拓、杉下、高校生実況）
- ギルティクラウン（男子生徒）
- クイーンズブレイド リベリオン（街人B）
- 黒魔女さんが通る!!（鈴風さやかの兄）
- ジュエルペット きら☆デコッ!（ワニ、ハエトリ）
- ジョジョの奇妙な冒険（少年B）
- 探検ドリランド（子分）
- ちはやふる（2012年 - 2013年、男子選手、戸田、実行委員） - 2シリーズ
- となりの怪物くん（村上）
- ドラえもん（テレビ朝日版第2期）（2012年 - 、アナウンサー、弟子、青年、中学生②、竿竹屋さん）
- 忍たま乱太郎（2012年 - 2022年、タソガレドキ忍者、スッポンタケ忍者）
- BRAVE10（壱丸）
- ポケットモンスター ベストウイッシュ シーズン2（バージルのシャワーズ、ケンオー）
- メタルファイト ベイブレード ZEROG（ブレーダーG、ブレーダーC）
- LUPIN the Third -峰不二子という女-（警官）
- ルパン三世 東方見聞録 〜アナザーページ〜（警察官）

2013年
- 革命機ヴァルヴレイヴ（女井ヨウヘイ、パイロット）
- クレヨンしんちゃん（2013年 - 2024年、イケメンズB、社員B、モドル、ジロー、尾歩彩道 他）
- 進撃の巨人（訓練兵、側近兵 / ヴァルツ）
- ダンボール戦機WARS（生徒）
- 僕は友達が少ないNEXT（不良C）
- ポケットモンスター THE ORIGIN

2014年
- ガンダムビルドファイターズトライ（水泳部少年、中水中学水泳部部長）
- テラフォーマーズ（ライアン）
- フューチャーカード バディファイト（2014年 - 2017年、禍津ジン、賀屋岡士郎、金蛇秀水、死竜 デスゲイズ・ドラゴン、五角騎竜 魔刀のミザル、堕天魔王 ルシファー） - 3シリーズ
- ポケットモンスター XY（リュウジ）
- 妖怪ウォッチ（2014年 - 2023年、おにぎり侍、さかさっ傘、ねちがえる、かりパックン、砂夫、メロンニャン、ふさふさん、泥ボックン、迷い車、ムカムカデ、ヒライ神、だっせんしゃ、寝ブタ、カメッパ、マモル、ヤマトボケル、土蜘蛛、イケメン、市名完、草くいおとこ、肉くいおとこ、チョコボー⑦、激ドラゴン、麒麟、ヨップくん 他） - 3シリーズ

2015年
- ワールドトリガー（2015年 - 2021年、小荒井登） - 3シリーズ

2016年
- 怪盗ジョーカー（速水京太郎）
- 機動戦士ガンダムUC RE:0096（ネオ・ジオン兵）
- SHOW BY ROCK!!#（調査員）
- D.Gray-man HALLOW（アルマ＝カルマ）
- 刀剣乱舞-花丸-（2016年 - 2018年、平野藤四郎、明石国行、ソハヤノツルキ） - 2シリーズ

2017年
- セイレン（七咲郁夫）
- サザエさん

2018年
- 妖怪ウォッチ シャドウサイド（2018年 - 2019年、城田雄介、ノボル、右京、シンゴ、マサオ、ダイチ 他）
- つくもがみ貸します（イタチ小僧）
- BORUTO-ボルト- -NARUTO NEXT GENERATIONS-（カコウ）
- フューチャーカード 神バディファイト（マジックシンガー シンク）

2020年
- トミカ絆合体 アースグランナー（2020年 - 2021年、ガオグランナーレッドプテラ、赤ドン、モヒカン）

2021年
- 妖怪学園Y 〜Nとの遭遇〜（麒麟）
- おそ松さん（AD）
- Sonny Boy（担任教師、椎葉、生徒）
- 名探偵コナン（2021年 - 2025年、地村守、ラビット鈴木、稲見竜星）

2022年
- うたわれるもの 二人の白皇（シャスリカ）

2023年
- 呪術廻戦 懐玉・玉折/渋谷事変（新田新）

2024年
- 刀剣乱舞 廻 -虚伝 燃ゆる本能寺-（平野藤四郎）
- BEYBLADE X（ブレーダー、ゴータ）

### 劇場アニメ
2010年
- 涼宮ハルヒの消失（豊原昇）

2011年
- 豆富小僧
- トワノクオン（カイ）

2013年
- クレヨンしんちゃん バカうまっ!B級グルメサバイバル!!（A級グルメ部下）
- 映画かいけつゾロリ まもるぜ!きょうりゅうのたまご（ゴッツ）

2014年
- 映画 妖怪ウォッチ 誕生の秘密だニャン!（くだん、土蜘蛛、けうけげん）

2017年
- 映画かいけつゾロリ ZZ（ダブルゼット）のひみつ（警官）

2018年
- クレヨンしんちゃん 爆盛!カンフーボーイズ〜拉麺大乱〜（イケメンA）

2020年
- STAND BY ME ドラえもん 2（中学生）

2023年
- 妖怪ウォッチ♪ ジバニャンvsコマさん もんげー大決戦だニャン（ヨップくん）

### OVA
- OVA ToHeart2（2007年）
- ToHeart2 adnext（2010年）
- .hack//Quantum（2011年）
- 機動戦士ガンダムUC（2013年）
- ひぐらしのなく頃に拡〜アウトブレイク〜（2013年、キャスター）

### Webアニメ
- ベイウォーリアーズ サイボーグ（2015年、ニコ、観客、男）

### ゲーム
2008年
- エーデルブルーメ

2009年
- アークライズファンタジア
- ルミナスアーク3 アイズ（ネイサン）

2010年
- イナズマイレブン3 世界への挑戦!!（不良C）

2011年
- イナズマイレブンGO（2011年 - 2013年、牙山の部下、帝国生徒A、中学男子、アクロウス・オビエス） - 2作品
- グロリア・ユニオン（カミュル、アジョー・グラフォー）
- STAR DRIVER 輝きのタクト 銀河美少年伝説（マツヤマ・ヒロシ）
- ファイナルファンタジー零式（トキト・オギナガ、フィールドボイス）

2012年
- アガレスト戦記 Mariage（ラルク）
- 電波人間のRPG2（くにひで）
- 時と永遠 〜トキトワ〜

2013年
- あさき、ゆめみし 〜ひととせ〜（末那暁）
- NORN9 ノルン+ノネット
- レイトン教授と超文明Aの遺産（ロクス）
- 地球防衛軍4（2013年 - 2015年、特戦歩兵隊隊員F） - 2作品

2014年
- 妖怪ウォッチ2 元祖/本家/真打（土蜘蛛、おにぎり侍、砂夫、迷い車、ヒライ神、くだん、けうけげん、ムカムカデ、あやとりさま 他）

2015年
- 刀剣乱舞 ONLINE（平野藤四郎、明石国行、ソハヤノツルキ）
- 妖怪ウォッチバスターズ 赤猫団/白犬隊（砂夫、大山砂夫、土蜘蛛、女郎蜘蛛、くだん 他）
- 妖怪ウォッチ ぷにぷに

2016年
- うたわれるもの 二人の白皇（シャスリカ）
- サモンナイト6 失われた境界たち（ラージュ）
- 妖怪三国志（土蜘蛛袁紹 他）
- 妖怪ウォッチ3 スシ/テンプラ/スキヤキ（スピーディーW、カンフーマッハ、カメッパ、ヨップル社員、日ノ神のエリートしもべ社員 他）

2017年
- デジモンストーリー サイバースルゥース　ハッカーズメモリー（天沢ケイスケ）
- 妖怪ウォッチバスターズ2 秘宝伝説バンバラヤー ソード/マグナム（ちょうせんしゃ、マジンカーメン、ヤマトボケル、豪鉄鬼、カニ坊主 他）

2018年
- Sdorica（シャーロック）
- 妖怪三国志 国盗りウォーズ（土蜘蛛袁紹 他）

2019年
- アークザラッド R（ゼロ）
- 妖怪ウォッチ4 ぼくらは同じ空を見上げている / 4++（土蜘蛛、砂夫、おにぎり侍、ダニエル 他）

2021年
- Sdorica（シャーロック）
- 月姫 -A piece of blue glass moon-（アンドウ）
- うたわれるもの斬2（シャスリカ）
- ウインドボーイズ！（米谷茜）

2022年
- &0（白鳥譲治）
- 食物語（状元及第粥）

2024年
- マツリカの炯-kEi- 天命胤異伝（後主様）
- グランサガ（皇帝の槍 カイルム）
- アークナイツ（オッダ）

2025年
- ドンキーコング バナンザ（採掘者サル、ヘビ）

### ドラマCD
- 獣神空想御伽草子 第三巻（虎の仲間）
- もふもふっ!（レン）

### BLCD
- 背中合わせの恋 Vol.2（伊藤）
- 僕らの三ツ巴戦争（山田壮大）
- 妄想エレキテル2（佐川）
- ワルイコトシタイ シリーズ （入江）
  - 嫌いじゃないけど（男子生徒）
  - 恋じゃないけど
  - ワルイ男でもイイ
  - ワルイ恋人じゃダメ?
  - 彼じゃないけど
  - 素直じゃないけど

### 吹き替え

#### 映画
- デス・レース2（リスト）
- パラノーマル・アクティビティ2（ブラッド）
- ハリー・ポッターと謎のプリンス（少年2[31]）
- ヒプノティスト-催眠-（ヨセフ・エーク）

#### テレビドラマ
- iCarly
- ALCATRAZ/アルカトラズ
- アンフォゲッタブル 完全記憶捜査
- WITHOUT A TRACE/FBI 失踪者を追え!（ジェイク）
- グッバイマヌル〜僕と妻のラブバトル（ソンミン）
- クリミナル・マインド7 FBI行動分析課
- クリミナル・マインド 特命捜査班レッドセル
- ゴースト 〜天国からのささやき（アンドルー）
- シークレット・アイドル ハンナ・モンタナ（フランキ）
- シェキラ!（デュース）
- スキップ・ビート! 〜華麗的挑戦〜
- 善徳女王（イムジョン〈少年時代〉）
- チャームド 〜魔女3姉妹〜
- 鉄の王 キム・スロ（イジンアシ〈少年時代〉）
- ナース・ジャッキー
- HAWAII FIVE-0
- ラブレイン

#### アニメ
- アドベンチャー・タイム
- 怪奇ゾーン グラビティフォールズ（よったん）
- スター・ウォーズ/クローン・ウォーズ（ラックス・ボンテリ）
- ドックはおもちゃドクター（テディービー）
- なんだかんだワンダー
- ネクスト・アベンジャーズ: 未来のヒーローたち（アザーリ）
- ベン10
- モンスター・ホテル（ハエ少年）

### 特撮
- 爆上戦隊ブンブンジャー（2024年、カセキグルマーの声[32]）

### デジタルコミック
- VOMIC 帝一の國（石井桃太郎）

### 舞台
- Lit Klatch リーディングシアター「ホス探へようこそ episode2」（2009年10月3日、南大塚ホール） - 萌木 役
- Lit Klatch リーディングシアター03「リカバリ-Recovery-」（2010年12月4日・5日、Studio Cube326 ARC）
- Lit Klatch リーディングシアター「ホス探へようこそ FINAL」（2012年1月7日・8日、中野ザ・ポケット） - 萌木 役
- まごころ18番勝負第18回「汝、公正たれ 『殺人被告事件』」（2013年12月12日・14日・15日、王子小劇場） - 弁護士 役
- THE LIVE READING 武装少女マキャヴェリズム（2017年1月27日・28日・29日、中目黒キンケロ・シアター） - 納村不道 役[33]
- ことだま屋本舗EXステージvol.2『戦国新撰組』（2017年6月25日） - 沖田総司 役
- ことだま屋本舗EXステージvol.3「ことだま屋×Z」（2018年3月17日・18日）
  - 『サマーヒーロー』 - 大儀マコト 役
  - 『ア―ガンの巨神』 - ツルギ 役
- ことだま屋本舗EXステージvol.4「戦国新撰組-結- / さんばか」『戦国新撰組-結-』（2018年6月24日） - 沖田総司 役
- ことだま屋本舗EXステージvol.6『アウターゾーン リ：ビジテッド』（2018年11月10日[34]）
- ことだま屋本舗EXステージvol.7「ことだま屋×Z4」『アウターゾーン リ：ビジテッド』（2019年5月2日 - 6日） - 異星人シトロウ 役
- ことだま屋本舗「EXステージ×コミックファイア」『英雄王、武を極めるため転生す 〜そして、世界最強の見習い騎士♀〜』（2021年3月6日） - ラーアル 役
- Hyo-eeN！vol.8「Listen/Library V」（2025年1月26日、シアターモリエール[35]）

### その他コンテンツ
- ボイスアプリ『シチュカレ いえ♡でーと・春馬』（2016年、春馬[36]）

## ディスコグラフィ

### キャラクターソング
| 発売日   | 商品名                            | 歌 | 楽曲                          | 備考                                                |
| 2016年   | 2016年                            | 2016年 | 2016年                        | 2016年                                              |
| -------- | --------------------------------- | --- | ----------------------------- | --------------------------------------------------- |
| 10月26日 | 刀剣乱舞-花丸- 歌詠集其の二       | 前田藤四郎（入江玲於奈）、薬研藤四郎（山下誠一郎）、五虎退（粕谷雄太）、秋田藤四郎（山谷祥生）、乱藤四郎（山本和臣）、平野藤四郎（浅利遼太）、厚藤四郎（山下大輝） | 「花の薫りは叶枝垂れ」        | テレビアニメ『刀剣乱舞-花丸-』エンディングテーマ    |
| 11月23日 | 刀剣乱舞-花丸- 歌詠集其の四       | 前田藤四郎（入江玲於奈）、鯰尾藤四郎（斉藤壮馬）、薬研藤四郎（山下誠一郎）、五虎退（粕谷雄太）、秋田藤四郎（山谷祥生）、乱藤四郎（山本和臣）、平野藤四郎（浅利遼太）、骨喰藤四郎（鈴木裕斗）、厚藤四郎（山下大輝）、博多藤四郎（大須賀純）、一期一振（田丸篤志）                                                                         | 「恋と浄土の八重桜」          | テレビアニメ『刀剣乱舞-花丸-』エンディングテーマ    |
| 12月7日  | 刀剣乱舞-花丸- 歌詠集其の五       | にっかり青江（間島淳司）と幽霊退治戦隊 | 「にっかり妖かし数え唄」      | テレビアニメ『刀剣乱舞-花丸-』エンディングテーマ    |
| 12月21日 | 刀剣乱舞-花丸- 歌詠集其の六       | 愛染国俊（山下誠一郎）、蛍丸（井口祐一）、明石国行（浅利遼太） | 「心馳せから縁あり」          | テレビアニメ『刀剣乱舞-花丸-』エンディングテーマ    |
| 2017年   |                                   | |                               |                                                     |
| 12月6日  | 『刀剣乱舞-花丸-』歌詠全集        | 花丸刀剣男士一同 | 「花丸◎日和！47振りver.」     | 劇場アニメ『刀剣乱舞-花丸- 〜幕間回想録〜』主題歌   |
| 2018年   |                                   | |                               |                                                     |
| 2月7日   | 続『刀剣乱舞-花丸-』歌詠集 其の五 | 大和守安定（市来光弘）、加州清光（増田俊樹）、愛染国俊（山下誠一郎）、同田貫正国（櫻井トオル）、鶴丸国永（斉藤壮馬）、平野藤四郎（浅利遼太）、骨喰藤四郎（鈴木裕斗）、厚藤四郎（山下大輝） | 「花丸印の日のもとで ver.5」  | テレビアニメ『続 刀剣乱舞-花丸-』オープニングテーマ |
| 2月21日  | 続『刀剣乱舞-花丸-』歌詠集 其の七 | 前田藤四郎（入江玲於奈）、鯰尾藤四郎（斉藤壮馬）、薬研藤四郎（山下誠一郎）、五虎退（粕谷雄太）、秋田藤四郎（山谷祥生）、乱藤四郎（山本和臣）、平野藤四郎（浅利遼太）、骨喰藤四郎（鈴木裕斗）、厚藤四郎（山下大輝）、博多藤四郎（大須賀純）、一期一振（田丸篤志）、後藤藤四郎（村田太志）、信濃藤四郎（小林裕介）、包丁藤四郎（宮田幸季） | 「鈴生り時にて」              | テレビアニメ『続 刀剣乱舞-花丸-』エンディングテーマ |
| 3月7日   | 続『刀剣乱舞-花丸-』歌詠集 其の九 | 大和守安定（市来光弘）、加州清光（増田俊樹）、蛍丸（井口祐一）、明石国行（浅利遼太）、長曽祢虎徹（新垣樽助）、髭切（花江夏樹）、膝丸（岡本信彦）、数珠丸恒次（緑川光） | 「花丸印の日のもとで ver.9」  | テレビアニメ『続 刀剣乱舞-花丸-』オープニングテーマ |
| 3月14日  | 続『刀剣乱舞-花丸-』歌詠集 其の十 | 大和守安定（市来光弘）、加州清光（増田俊樹）、太鼓鐘貞宗（髙橋孝治）、不動行光（阪口大助）、小烏丸（保志総一朗）、大典太光世（浪川大輔）、ソハヤノツルキ（浅利遼太）、後藤藤四郎（村田太志） | 「花丸印の日のもとで ver.10」 | テレビアニメ『続 刀剣乱舞-花丸-』オープニングテーマ |
| 3月14日  | 続『刀剣乱舞-花丸-』歌詠集 其の十 | 大典太光世（浪川大輔）、ソハヤノツルキ（浅利遼太） | 「閃の刻印」                  | テレビアニメ『続 刀剣乱舞-花丸-』エンディングテーマ |

### シリーズ一覧
1. ↑  第1期（2007年 - 2008年）、第2期『しゅごキャラ!! どきっ』（2008年）
2. ↑  第1期（2012年）、第2期『2』（2013年）
3. ↑  第1期（2014年 - 2015年）、第2期『100』（2015年 - 2016年）、第3期『DDD』（2016年 - 2017年）
4. ↑  『妖怪ウォッチ』（2014年 - 2018年）、『妖怪ウォッチ!』（2019年）、『妖怪ウォッチ♪』（2021年 - 2023年）
5. ↑  1stシーズン（2015年 - 2016年）、2ndシーズン（2021年）、3rdシーズン（2021年）
6. ↑  第1期（2016年）、第2期『続 刀剣乱舞-花丸-』（2018年）
7. ↑  『シャイン / ダーク』（2011年）、『ギャラクシー ビッグバン / スーパーノヴァ』（2013年）
8. ↑  『無印』（2013年）、『4.1 ザ・シャドウ・オブ・ニュー・ディスペアー』（2015年）

### 初出話一覧
1. ↑  第40話初出
2. ↑  第30話初出
3. ↑  第57話初出
4. ↑  第24話初出
5. 1 2  第1話初出
6. ↑  第2話初出
7. ↑  第7話初出
8. 1 2  第1156話初出
9. ↑  第1030話初出
10. ↑  第1067話初出
11. ↑  第17話初出
12. 1 2  第44話初出
13. ↑  第29話初出

### ユニットメンバー
1. ↑  前田藤四郎（入江玲於奈）、鯰尾藤四郎（斉藤壮馬）、薬研藤四郎（山下誠一郎）、五虎退（粕谷雄太）、秋田藤四郎（山谷祥生）、乱藤四郎（山本和臣）、平野藤四郎（浅利遼太）、骨喰藤四郎（鈴木裕斗）、厚藤四郎（山下大輝）、博多藤四郎（大須賀純）
2. ↑  大和守安定（市来光弘）、加州清光（増田俊樹）、へし切長谷部（新垣樽助）、今剣（山下大輝）、前田藤四郎（入江玲於奈）、にっかり青江（間島淳司）、蜂須賀虎徹（興津和幸）、陸奥守吉行（濱健人）、鯰尾藤四郎（斉藤壮馬）、歌仙兼定（石川界人）、宗三左文字（泰勇気）、薬研藤四郎（山下誠一郎）、燭台切光忠（佐藤拓也）、五虎退（粕谷雄太）、山姥切国広（前野智昭）、獅子王（逢坂良太）、石切丸（高橋英則）、秋田藤四郎（山谷祥生）、乱藤四郎（山本和臣）、鳴狐（浅沼晋太郎）、愛染国俊（山下誠一郎）、同田貫正国（櫻井トオル）、鶴丸国永（斉藤壮馬）、平野藤四郎（浅利遼太）、骨喰藤四郎（鈴木裕斗）、厚藤四郎（山下大輝）、小夜左文字（村瀬歩）、鶯丸（柿原徹也）、堀川国広（榎木淳弥）、和泉守兼定（木村良平）、太郎太刀（泰勇気）、二郎太刀（宮下栄治）、大倶利伽羅（古川慎）、三日月宗近（鳥海浩輔）、博多藤四郎（大須賀純）、山伏国広（櫻井トオル）、御手杵（浜田賢二）、江雪左文字（佐藤拓也）、浦島虎徹（福島潤）、一期一振（田丸篤志）、蜻蛉切（櫻井トオル）、日本号（津田健次郎）、小狐丸（近藤隆）、岩融（宮下栄治）、蛍丸（井口祐一）、明石国行（浅利遼太）、長曽祢虎徹（新垣樽助）